# Cuimba
Cuimba ist eine Kleinstadt und ein Landkreis im Norden Angolas.

## Verwaltung
Cuimba ist Sitz eines gleichnamigen Kreises (Município) in der Provinz Zaire. Der Kreis umfasst eine Fläche von 3489 km² mit etwa 30.000 Einwohnern (Schätzung 2014). Die Volkszählung 2014 soll fortan gesicherte Bevölkerungsdaten liefern.
Der Kreis Cuimba setzt sich aus drei Gemeinden (Comunas) zusammen:
- Buela
- Cuimba
- Kanda